# Johannes Theodoor Buys

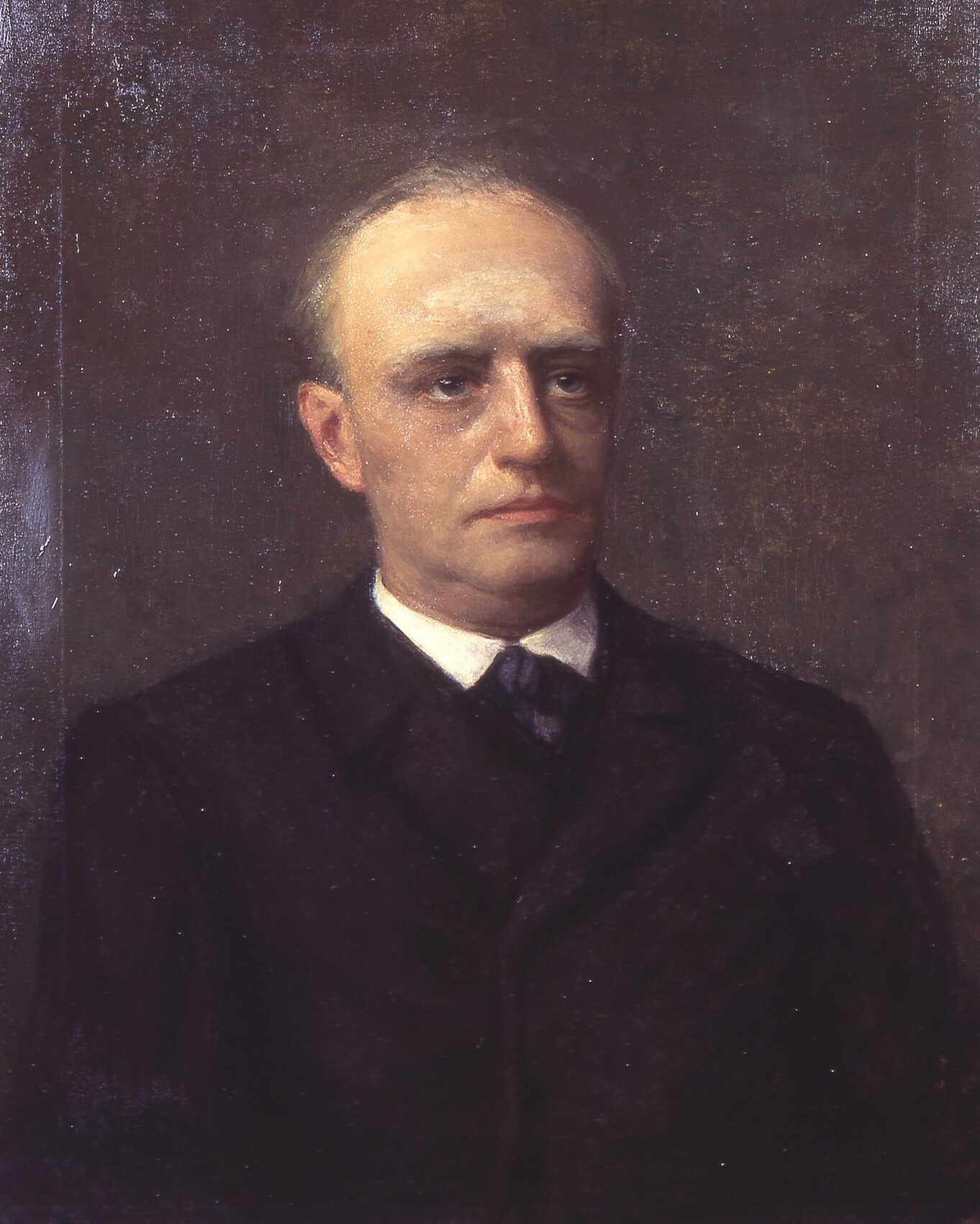
Johannes Theodoor Buys

Johannes Theodoor Buys auch: Johan Theodoor Buys, Johan Theodor Buijs, (* 26. Januar 1828 in Amsterdam; † 14. Mai 1893 in Leiden) war ein niederländischer Rechtswissenschaftler und Politiker.

## Leben
Der Sohn des Börsenmaklers Philippus Buys (* 30. Mai 1790 in Amsterdam; † 9. Oktober 1852 in Kleve) und der Elisabeth Antoinetta de Salve de Bruneton (* 27. Dezember 1794 in Leiden; † 21. Februar 1855 in Kleve) wuchs in wohlhabenden bürgerlichen Verhältnissen am Herengracht auf. Am 2. Oktober 1845 begann er am Athenaeum Illustre Amsterdam ein Studium der Rechte. Anfänglich fand er mehr Spaß am Kartenspiel als am Studium. Als 1847 sein Vater sein gesamtes Vermögen verlor, änderte sich dies. Durch die Hilfe einiger Freunde und als Reporter beim Amsterdamer Courant konnte er seine Studien finanzieren und fortsetzen. Am 15. Januar 1846 immatrikulierte er sich an der Universität Leiden, wo er eine vorläufige Mathematikprüfung ablegte. Am 20. November 1848 schrieb er sich in die Matrikel der Universität Utrecht ein, wo er sein Kandidatenexamen als Jurist absolvierte, und nachdem er sich am 8. November 1849 erneut immatrikuliert hatte, promovierte er am 17. April 1850 mit einer Arbeit über die Freiheit der Presse unter dem Titel De jure cogitata conmmunicandi ex juris communis principiis regendo zum Doktor der Rechte.
Mit seiner liberalen Auffassung von Freiheit war er ein Gegner der Revolution von 1848/1849. Nach kurzer Zeit als Anwalt in Amsterdam, wurde er am 1. Juli 1851 Mitglied der Provinzregierung von Nord-Holland in Haarlem. 1857 wurde er Sekretär der Wasserbehörde Hoogheemraadschap van Rijnland. Am 9. Mai 1862 wurde er zum Professor für Rechts- und Staatswissenschaften an das Athenaeum Illustre Amsterdam berufen, welche Aufgabe er am 13. Oktober 1862 mit der Rede Het wezen van den constitutioneelen regeeringsvorm antrat. Am 15. Februar 1864 wurde er Mitglied des Staatsrates im außerordentlichen Dienst. Am 25. März 1864 wurde er zum Professor des Staatsrechts an die Universität Leiden berufen, welches Amt er am 25. Juni 1864 mit der Antrittsrede Het moderne staatbegrip übernahm. Er wurde Mitglied der Gesellschaft der niederländischen Literatur in Leiden, am 5. Mai 1867 Mitglied der königlich niederländischen Akademie der Wissenschaften in Amsterdam und wurde am 12. Mai 1874 Ritter des Ordens vom niederländischen Löwen.
Zudem beteiligte er sich auch an den organisatorischen Fragen der Leidener Hochschule und war 1875/76 Rektor der Alma Mater. Diese Aufgabe legte er mit der Rede De zelfstandigheid van het staatsrecht nieder. 1867 wurde er in den Leidener Stadtrat aufgenommen und 1871 wurde er für den Wahlkreis Leiden Mitglied der provinziellen Staaten von Süd-Holland. Buys war 1860 Chefredakteur der Zeitschrift Het Zondagblad, 1864 Mitautor des wissenschaftlichen Journals De Gids, 1853 bis 1864 Redakteur bei den Wetenschappelijke Bladen und 1887 Autor im Sociaal Weekblad. Auch war er Mitglied der Staatskommission für Verwaltungsrecht und gehörte der staatlichen Kommission für Verfassungsreformen von 1883 bis 1886 als Vizepräsident an. Nach seinem Tod wurde sein Leichnam am 18. Mai 1893 in Warmond beigesetzt.
Buys verheiratete sich am 8. Juni 1859 in Oegstgeest mit Wilhelmine Jeanette Maria Arntzenius (* 26. August 1832 in Den Haag; † 21. Juli 1924 in Leiden), die Tochter des Generalanwalts am hohen Gerichtshof Pieter Nicolaas Arntzenius (* 10. Juli 1802 in Amsterdam† 20. Juni 1857 in Den Haag) und dessen Frau am 15. April 1830 verheirateten Frau Johanna Hendrieka van der Meersch (* 7. Februar 1810 in Den Haag; † 8. Dezember 1896 ebenda). Die Ehe blieb kinderlos.

## Werke
- De jure cogitata conmmunicandi ex juris communis principiis regendo. Amsterdam 1850
- De verordeningen op veer- en beurtschepen. Haarlem 1853
- Voorlezingen over circulatiebanken. Haarlem 1856 (Online)
- Nederlandsche staatsschuld sedert 1814. Leiden 1856, Haarlem 1857 (Online), Haarlem 1863
- De volkeren van onzen tijd. Bijdragen tot de kennis van den toestand der voornaamste staten in de 2e helft van de 19e eeuw. België, Groot-Brittannië. Haarlem 1858
- De Hypotheekbank, haar wezen en hare waarde. Haarlem 1861 (Online)
- Het wezen van den constitutioneelen regeeringsvorm. Haarlem 1862
- Het moderne staatbegrip. Amsterdam 1864
- Het recht der Tweede Kamer, een woord aan de kiezers. Haarlem 1866
- Rede bij de afkondiging van het Senaatsbesluit omtrent het doctoraat honoris causa aan Nederlanders en vreemdelingen. Leiden 1875
- De zelfstandigheid van het staatsrecht. Amsterdam 1876
- De Grondwet, toelichting en critiek. Arnhem 1883–1888, 3. Bde.
- Het eeuwfeest der Mij. ‘Tot Nut van 't Algemeen’. Leiden 1885
- De regeling der administratieve rechtspraak. Haarlem 1891
- Studiën over staatskunde en staatsrecht. 1894–1895, 2. Bde.